# Slobodan Lalić
Slobodan Lalić (Слободан Лалић; sinh 18 tháng 2 năm 1992 ở Kula) là một cầu thủ bóng đá Serbia thi đấu cho Bačka Topola.